# Praça Doutor João Penido
Praça Doutor João Penido, conhecida popularmente como Praça da Estação, é uma importante e histórica praça em Juiz de Fora, Minas Gerais. Recebeu este nome em homenagem a um médico muito importante politicamente na cidade, no século XIX.
Surgiu com a construção da estação da Estrada de Ferro Dom Pedro II, em 1875 e fica localizada na parte baixa da Rua Halfeld, nas proximidades do Rio Paraibuna.

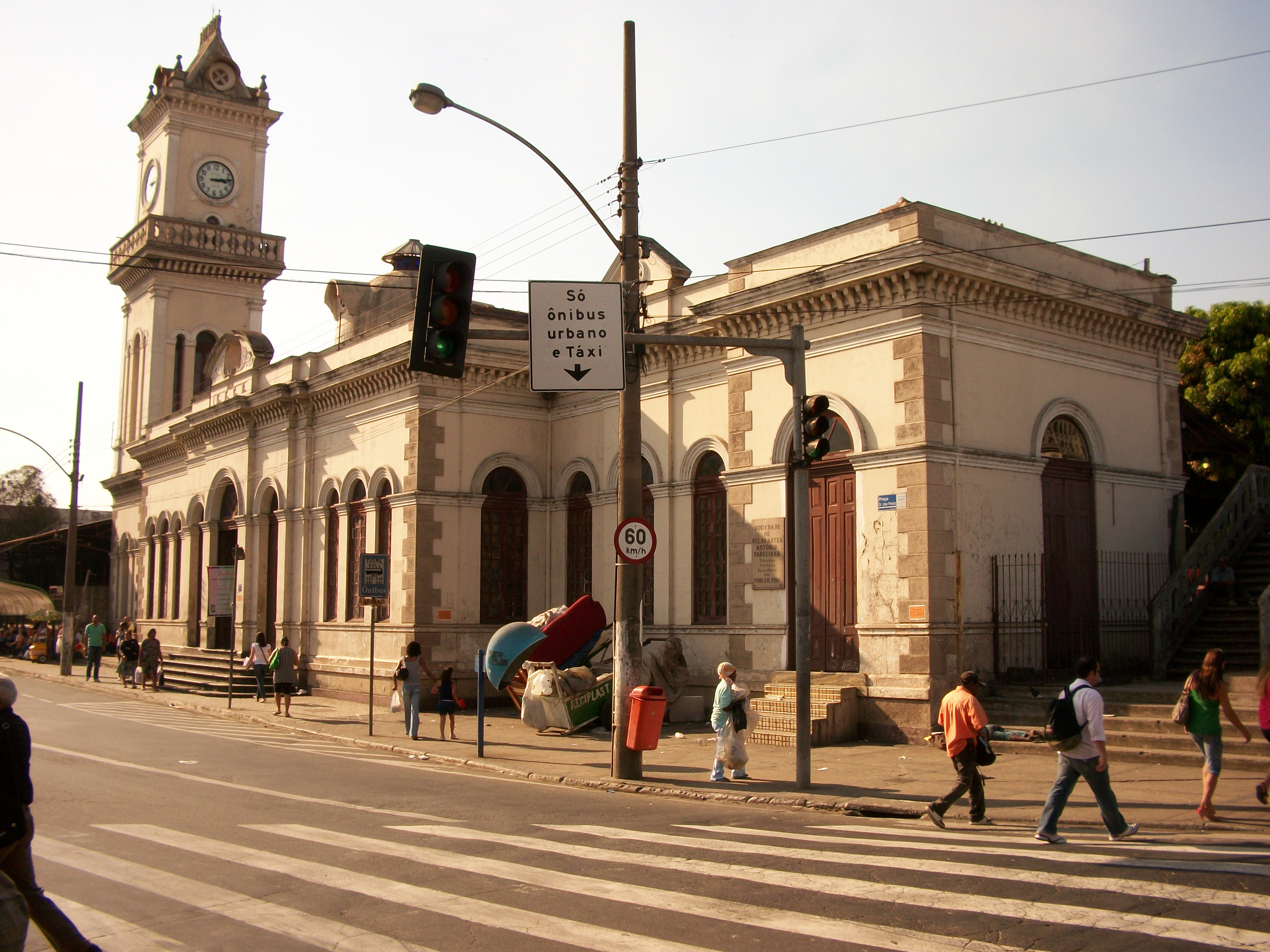
A antiga estação ferroviária em 2011
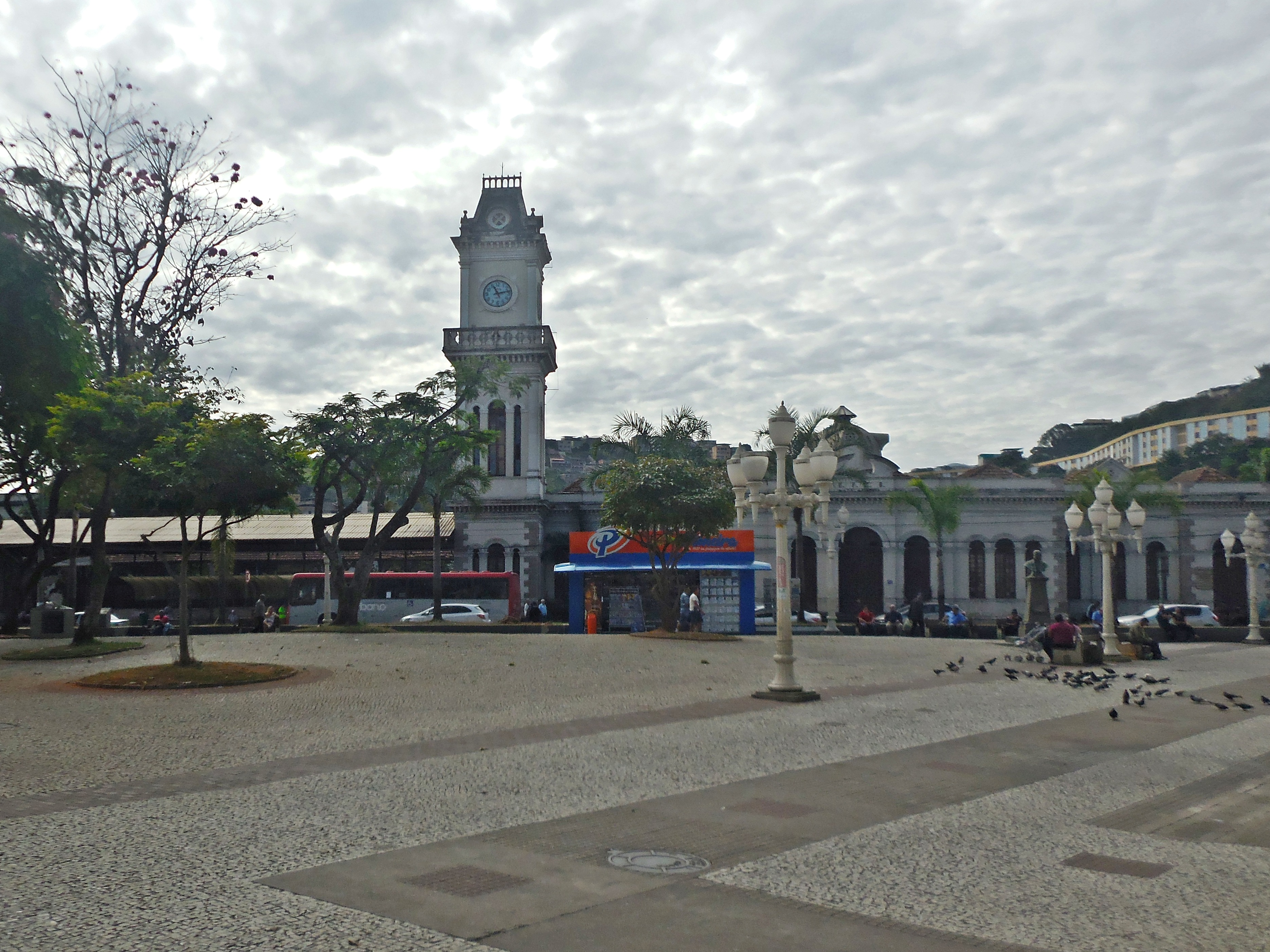
Praça Doutor João Penido e estação ferroviária ao fundo em 2018
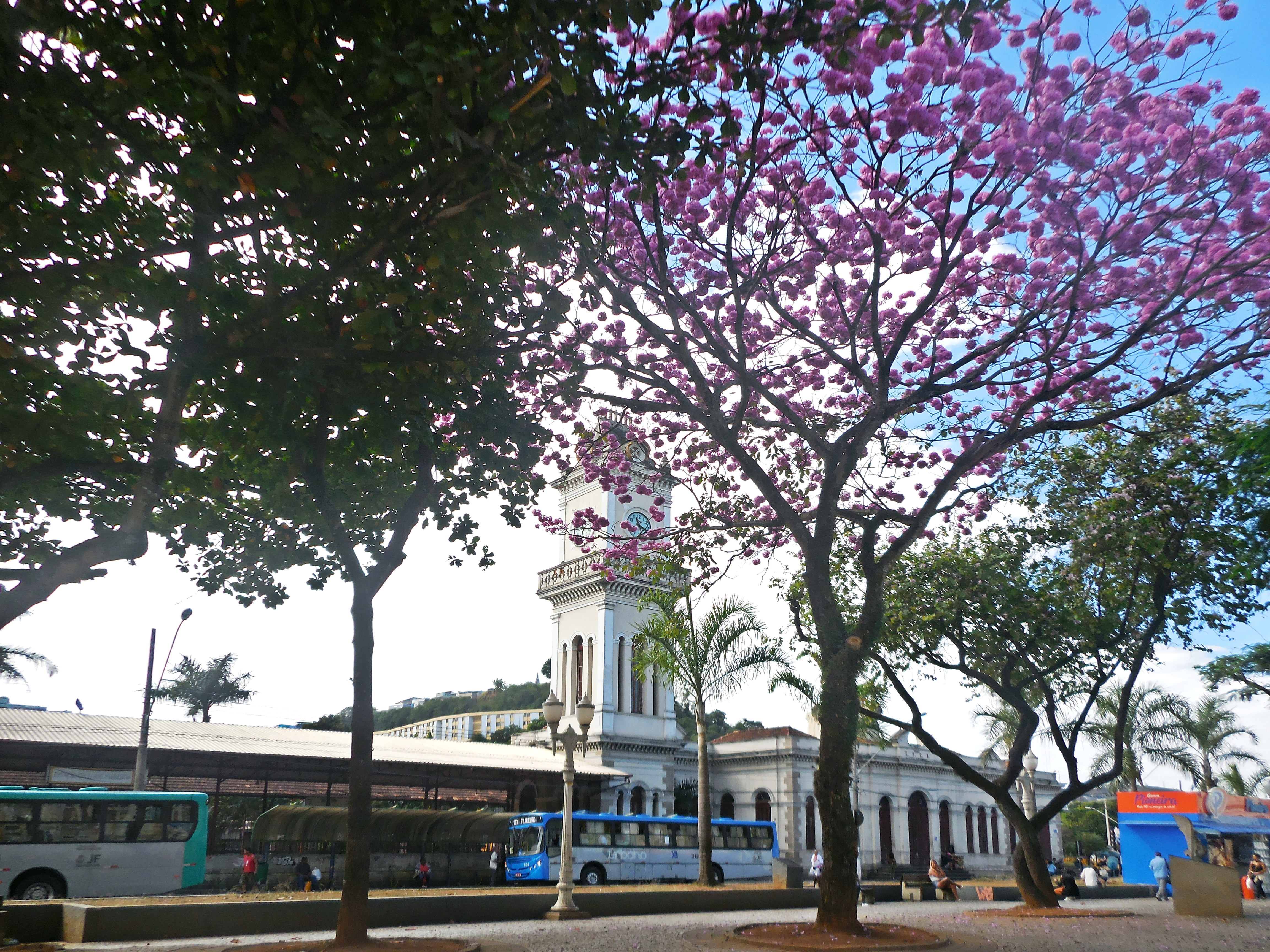
Ipê-roxo na Praça Doutor João Penido